# 廖海涛
廖海涛（1909年—1941年），男，福建上杭人，中国军事人物，曾任新四军第六师十六旅政治委员。